# Coilodera helleri
Coilodera helleri är en skalbaggsart som beskrevs av Miksic 1972. Coilodera helleri ingår i släktet Coilodera och familjen Cetoniidae. Inga underarter finns listade i Catalogue of Life.